# Савиха (губа)
Савиха — губа на Мурманском берегу Баренцева моря. Вдаётся в северо-восточную часть Кольского полуострова. Открыта к северу, вдается в материк на 3,2 км. Ширина у входа 2,2 км. Максимальная глубина 79 м.
Расположена в 16 км к северо-западу от Святоносского залива. В вершину губы впадает река Савиха. В залив впадают также несколько небольших ручьёв. Входной восточный мыс губы — Клятны.
Берега губы в основном состоят из крупных (до 189 м) каменных обрывистых гор. Средняя величина прилива в губе Савихе — 3,0 м. Грунт песчаный со щебнем.
На берегу губы в начале XX века находился небольшой завод. В то время суда укрывались в бухте в непогоду.
Населённых пунктов на берегу губы нет. Административно бухта входит в Ловозерский район Мурманской области России.